# Regione di Thiès
La regione di Thiès è una regione amministrativa del Senegal, con capoluogo Thiès.

## Suddivisioni
La regione è divisa in: 3 dipartimenti (elencati), 12 arrondissement e 15 comuni.
|  | - M'bour - Thiès - Tivaouane |